# ヴェルナー・フォン・フリッチュ
ヴェルナー・フォン・フリッチュ男爵（ドイツ語: Werner Freiherr von Fritsch, 1880年8月4日 - 1939年9月22日）は、ドイツの陸軍軍人。1935年から1938年の間、陸軍総司令官を務める。ブロンベルク罷免事件の関連で失脚した後、第二次世界大戦開戦直後のポーランド侵攻時に戦死した。最終階級は陸軍上級大将。

## 経歴

### プロイセン軍人
フリッチュは、ドイツ帝国のデュッセルドルフ近郊のベンラート生また。父親も陸軍中将だった。1898年、18歳で士官候補生としてプロイセン野砲兵第25連隊に入営。2年後少尉に任官。1901年にプロイセン陸軍士官学校で学ぶ。1907年から3年間、ベルリンの陸軍大学校で学ぶ。1911年に参謀本部付。1913年、大尉に昇進。第一次世界大戦にはさまざまな部隊の参謀将校として従軍。設立間もない航空部隊にも籍を置いた。1917年、少佐に昇進し、同年プール・ル・メリット勲章を受章。
戦後はヴァイマル共和国軍に採用され、国防省付となる。のち第5砲兵連隊で部長。1923年、中佐に昇進。1924年、第1歩兵師団参謀長に就任している。また同年フリッチは同じ軍人のヨアヒム・フォン・シュテュルプナーゲルに手紙を書き、民主主義を憎み、ハンス・フォン・ゼークト将軍の軍部独裁を確立するための、クーデタを望むと述べている。彼はヴァイマル共和国にも批判的で、ドイツは「ユダヤ人新聞のプロパガンダ」によって滅ぼされていると手紙に記した。フリッチュの手紙には、彼が嫌っているすべての人のリストで締めくくられていた。
1938年11月の反ユダヤ暴動「水晶の夜」の後、12月11日、マルゴー・フォン・シュッツバー男爵夫人に手紙を出した。
ドイツの歴史家ヴォルフラム・ヴェッテは、フリッチュは民主主義を守るために帝国主義を守る誓いを立てており、フリッチュが守ることを誓った民主主義を破壊するための暴動を呼びかけることは「彼が誓いを立てた共和国に極めて不誠実な行為」であり、彼のこれらの手紙は大逆罪に近いものであると述べている 。フリッチュは1920年代のドイツの秘密再軍備に深く関わっており、ドイツはヴェルサイユ条約第五部の条件から逃れようとした。1926年、兵務局（参謀本部の偽称）で陸軍部長。1927年、大佐に昇進。1928年、砲兵第2連隊長に就任した。また同年、フリッチュは1939年に行われるポーランド侵攻の計画に着手した 。1932年にクルト・フォン・シュライヒャーに少将に昇進させられ、同年第1騎兵師団長、翌年第3歩兵師団長および第3軍管区司令官に転じる。シュライヒャーはフリッチュとゲルト・フォン・ルントシュテットに、プロイセン社会民主党政権を転覆するクーデターの実行を任せた 。

### 陸軍総司令官

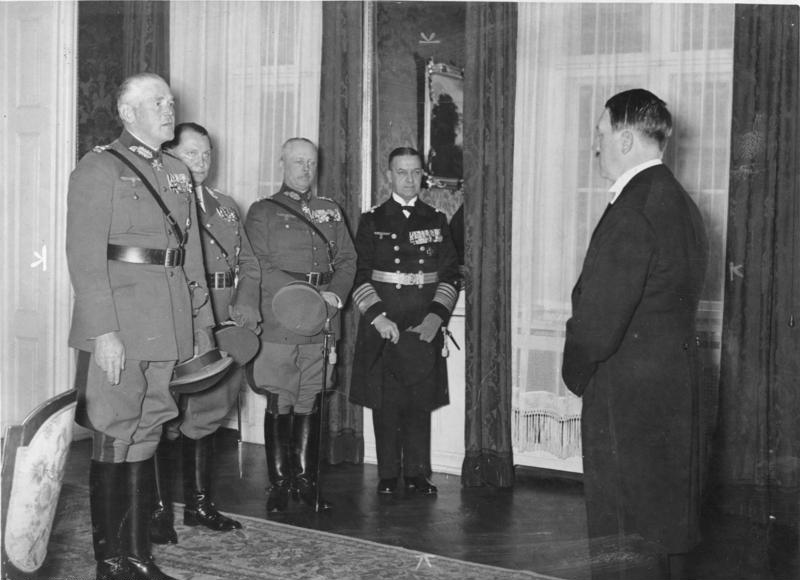
1935年1月、ヒトラーに新年の祝辞を述べるブロンベルク国防相（左端）と三軍司令官（左からゲーリング、フリッチュ、レーダー）

アドルフ・ヒトラーがドイツ国首相に就任した後の1934年2月1日、クルト・フォン・ハンマーシュタイン＝エクヴォルト将軍の後任として、ヒンデンブルク大統領により陸軍統帥部長官に任命される。これはヴェルナー・フォン・ブロンベルク新国防相の任命と共に、自分に近い保守的な伝統的プロイセン軍人を軍のトップに据えることで、ナチ党の勢力伸張を押さえ込む狙いがあった。しかしこの狙いは成功しなかった。むしろフリッチュは1933年のナチ党の権力掌握を強く支持していた 。これは、フリッチュが反ユダヤ主義者であったからである。またヒトラー自身もフリッチュを自分の政権の支持者と見ていたことと、国防相ヴェルナー・フォン・ブロンベルクがフリッチュのプロ意識を高く評価していたことも理由の一つであった。1934年2月、ブロンベルクがユダヤ人だと思われる兵士全員に不名誉除隊を命じたとき、フリッチュは異議を唱えずその命令を実行に移した。1934年12月31日、フリッチュは「将校がアーリア人の範囲内でしか妻を求めないことは言うまでもない」とし、ユダヤ人女性と結婚した将校は直ちに不名誉除隊になると発表した。1934年末から1935年初めにかけて、フリッチュとブロンベルクは、前首相で長いナイフの夜で暗殺されたクルト・フォン・シュライヒャー将軍をフランスに協力する反逆者として描写する報道には将校として耐えられないとし、ヒトラーに圧力をかけ、名誉回復することに成功した。
1935年5月、ヒトラーによる再軍備宣言に伴い、同年6月1日にドイツ陸軍総司令官（Oberbefehlshaber des Heeres）となった。
フリッチュはナチス政権を支持していたが、ナチ党幹部や親衛隊には反感を持っていた。ブリュッケンでのパレードで、フリッチュは親衛隊やヒトラー以下のナチス指導者を皮肉った。彼はまた、ヒトラーがソ連との戦争を引き起こすことを警戒していた。しかし、歴史家ヴェッテは、保守的で民族主義的なフリッチュが、国家社会主義を肯定し、ヒトラーを独裁者として完全に受け入れていたことは議論の余地がないと述べている。1936年4月20日、ブロンベルクが陸軍元帥に昇進すると、同時にフリッチュも上級大将に昇進した。このとき、フリッチュは正式な称号を持たない、帝国大臣と同じ地位と権限を与えられた。1937年1月30日、ナチス政権成立4周年を記念して、ヒトラーはフリッチュを含む残りの無所属の閣僚と軍高官に自ら黄金ナチ党員バッジを授与した。同時にフリッチュも名目上、ナチ党員となった。（党員番号3805227）。同年11月5日、ヒトラーはフリッチュらドイツ国防軍の三軍の将を前に侵略戦争の計画を打ち明ける。しかしフリッチュはブロンベルクと共に時期尚早として異議を唱え、ヒトラーの不興を買った（ホスバッハ議事録）。

### ブロンベルク＝フリッチュ罷免事件
親衛隊全国指導者ハインリヒ・ヒムラーと空軍総司令官ヘルマン・ゲーリングはブロンベルクの辞任に触発されて、未婚のフリッチュが同性愛に関与していると非難したが、フリッチュは決して女好きではなく、軍務に専念していた。しかし、1938年2月4日にフリッチュは陸軍総司令官を更迭された。後任のヴァルター・フォン・ブラウヒッチュ将軍はフリッチュの推薦で就任した。ヒトラーはこの状況を利用して、何人かの将軍や大臣をナチスに忠実な人物に入れ替え、国防軍最高司令部を設置してドイツ国防軍を直接掌握し、戦争への道を突き進む。この事件はすぐに冤罪であることが明らかになり、軍将校による軍法会議がこの事件を調査したが、その主宰者はゲーリングであった。3月12日のオーストリアのドイツへの併合（アンシュルス）の成功により、ヒトラー、ゲーリング、ヒムラーに対する批判はすべて封印された。フリッチュは3月18日に無罪とされ名誉を回復したが、彼の名声は傷つけられ、以後、職務に戻されることはなかった。
無罪判決を受けた後、フリッチュは親衛隊の指導者ヒムラーに決闘を申し込もうとした。フリッチュは正式な挑戦状を作成し、軍務以外のたっぷりある自由時間にピストルの練習をしたと伝えられている。この挑戦状はゲルト・フォン・ルントシュテット将軍に渡されたが、ルントシュテットはドイツ国防軍と親衛隊の間の不信感を解消するために、最終的にフリッチュを説得してこの案をあきらめさせたという。
冤罪にもかかわらず、フリッチュはナチス政権に忠実であり、ドイツは国家を破滅させようとするユダヤ人の国際的陰謀に直面していると固く信じていたのである。1938年11月の水晶の夜騒ぎの後、フリッチは11月22日に友人に宛てた手紙の中で、「もちろん、国際ユダヤ人との戦いは今や公式に始まっており、当然の結果として、ユダヤ人の政治的砦であるイギリスとアメリカとの戦争につながるだろう」と書いている。フリッチュは、自身をヒトラー暗殺計画に巻き込もうとした外交官のウルリヒ・フォン・ハッセルに、「ヒトラーはドイツの宿命であり、その事実を変えることはできない」と言った。

### 戦死

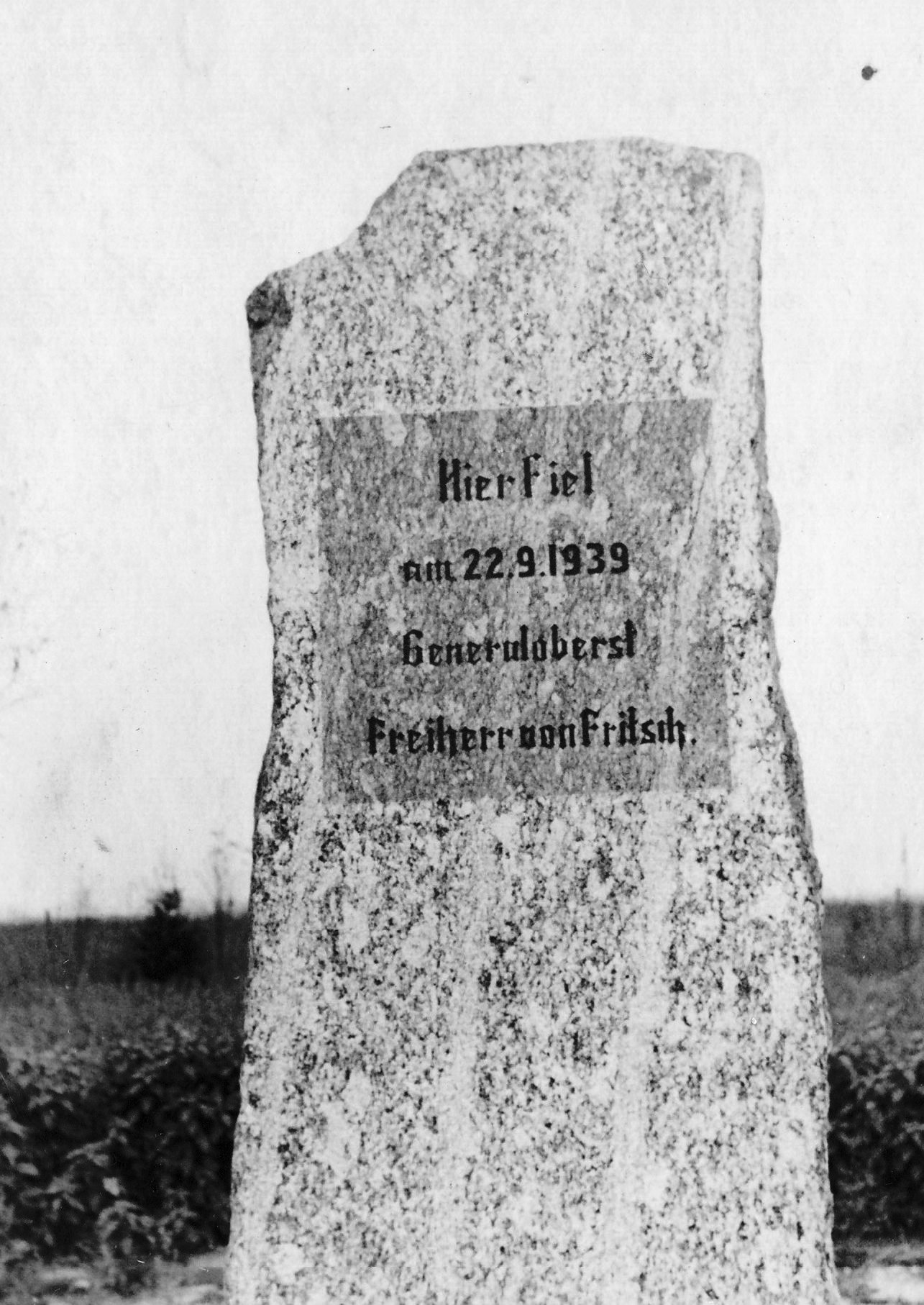
フリッチュ最期の地に立てられた石碑。大戦終了後に撤去され残っていない

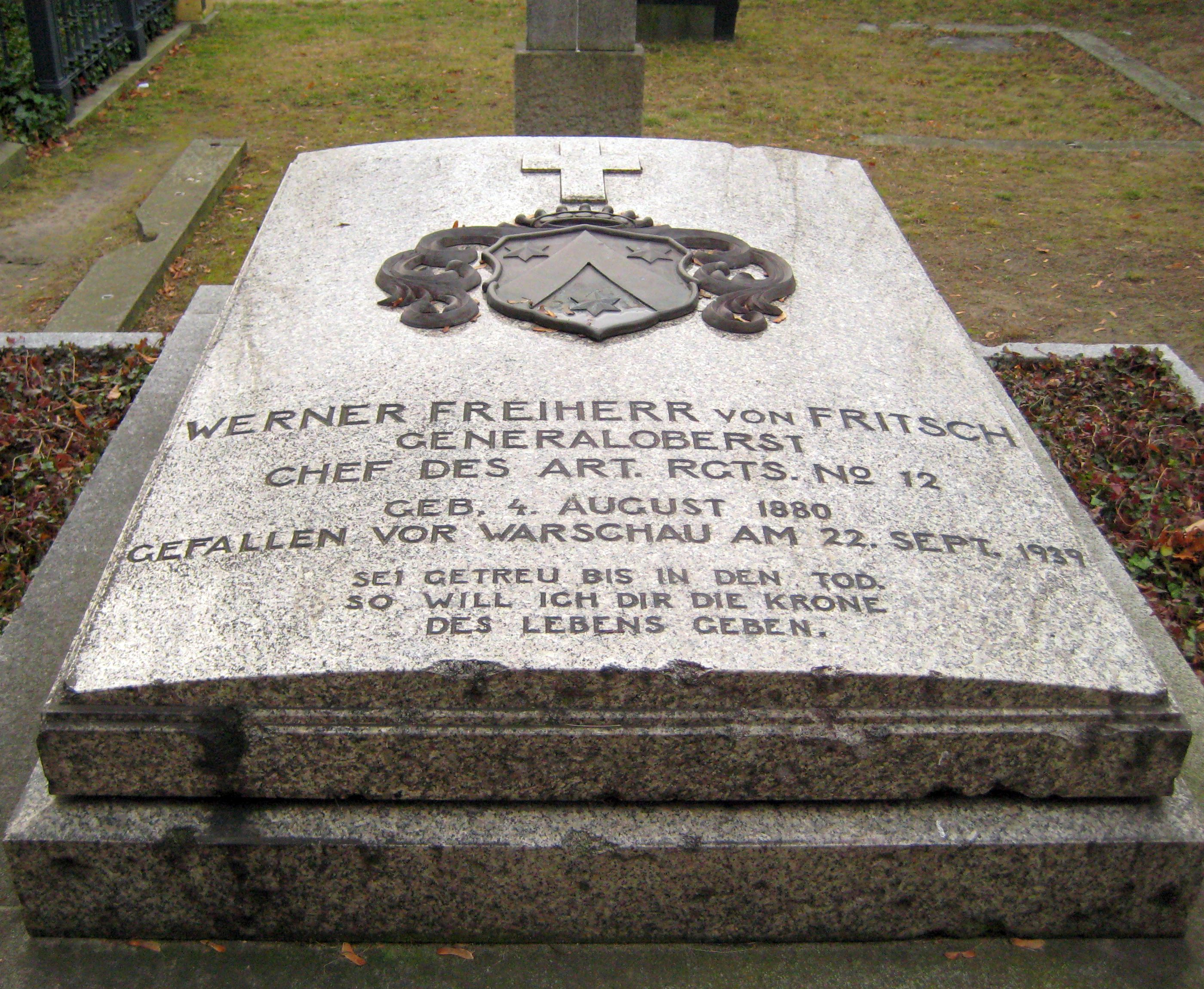
インヴァーリデンフリートホーフにある墓

1939年9月に第二次世界大戦が勃発すると、第12砲兵連隊の名誉連隊長（大佐）として、異例ながら最前線で従軍した。9月22日、ワルシャワのプラガ地区での戦闘で戦死した。この大戦で戦死した二人目のドイツ軍将官だったため、死の状況が詳しく調査されたが、それによれば機関銃弾が弾いた石片が彼の大腿に当たって大動脈を切ったことによる失血死であった。フリッチュの副官で彼の死を目撃したローゼンハーゲン中尉はこう記している。
手当てをすれば助かる傷だったが、包帯を当てようとするとモノクルを外して「ああ、やめたまえ」と言ったきりで応急処置を拒否した。その後、意識を失い、薄ら笑いを浮かべながら死んでいった。撃たれてから死ぬまで、わずか1分しかなかった。
死を望んでの前線での従軍であり戦死だった。フリッチュは4日後、ベルリンで国葬を受けた。

## 顕彰
戦死の地には直後に石碑が建てられ（現存せず）、国葬を以って送られた。ベルゲン＝ホーネ演習場には現在も顕彰の石碑がある。ダルムシュタット、ツェレ等、ドイツ各地にある兵舎のいくつかには今も彼の名が冠せられている。またかつて存在したドイツ連邦軍第177自走砲大隊（Panzerartilleriebataillon 177）は部隊章としてフリッチュの頭文字「F」を使用していた。

## キャリア

### 階級
- 1900年1月27日、少尉（Leutnant）[19]
- 1909年10月18日、中尉（Oberleutnant）[19]
- 1913年3月22日、大尉（Hauptmann）[19]
- 1917年9月16日、少佐（Major）[19]
- 1922年11月15日、中佐（Oberstleutnant）[19]
- 1927年3月1日、大佐（Oberst）[19]
- 1930年11月1日、少将（Generalmajor）[19]
- 1932年6月1日、中将（Generalleutnant）[19]
- 1934年2月1日、砲兵大将（General der Artillerie）[19]
- 1936年4月20日、上級大将（Generaloberst）[19]

### 外国勲章
- 1937年11月8日 - 勲一等旭日大綬章[20]